# Рубцовско-Дворцовая улица
Рубцовско-Дворцовая улица находится в районе Сокольники Восточного административного округа города Москвы. Расположена между улицей Матросская Тишина и Поповым проездом. Рядом с улицей находится пешеходный Рубцовско-Дворцовый мост через Яузу.

## Происхождение названия
До 1922 года улица носила название Покровско-Дворцовая — по расположению на месте загородного дворца царя Михаила Фёдоровича и от села Покровское-Рубцово. Этот топоним, в свою очередь, произошёл от рода бояр Рубцовых, первые упоминания о которых датируются XVI веком. 7 июня 1922 года улица была переименована в Рубцовско-Дворцовую.

## Примечательные здания и сооружения

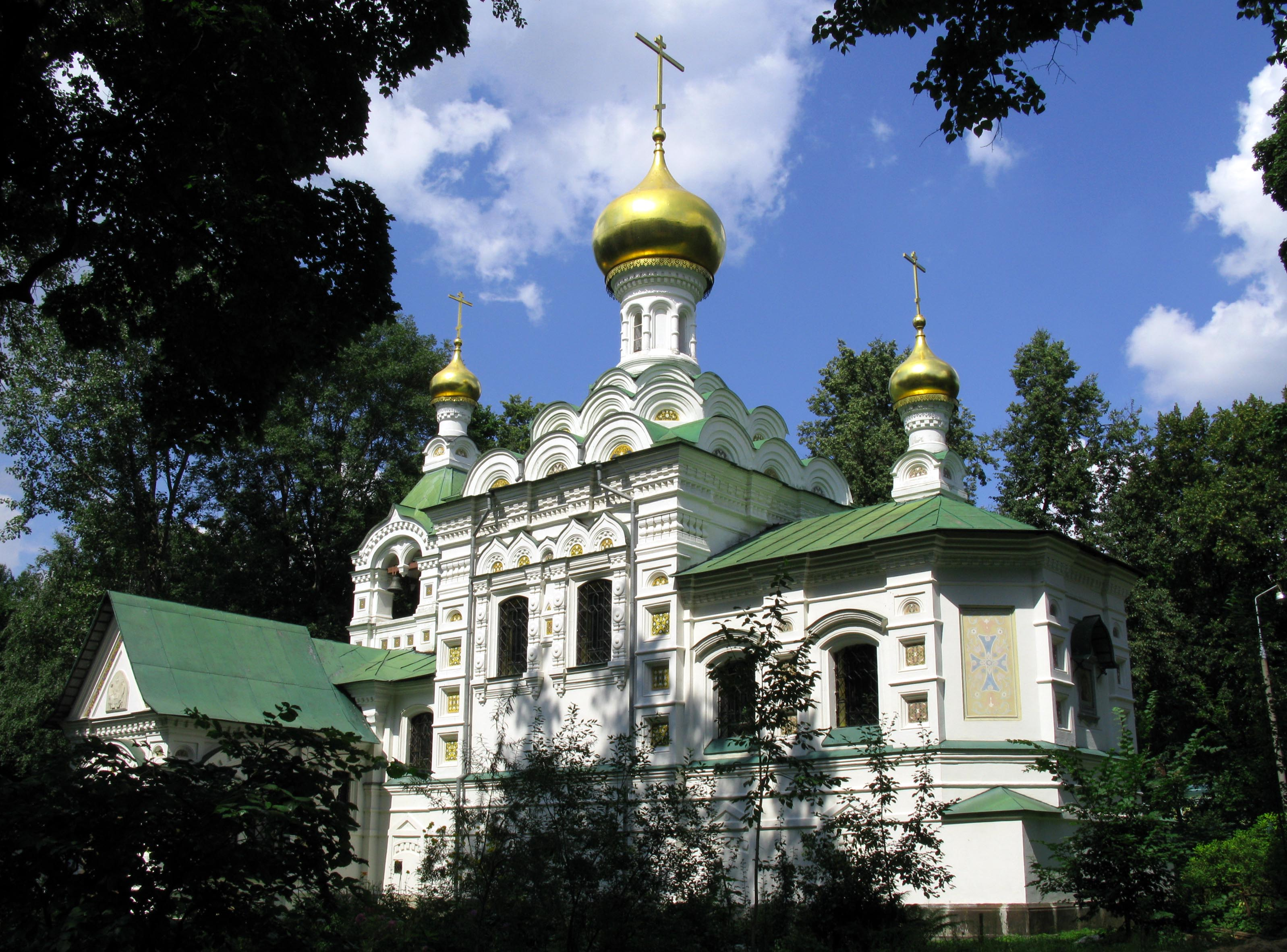
Церковь Троицы Живоначальной

- № 1/3 — Владимирская больница (XIX-начало XX вв; 1880-е, архитекторы Р. А. Гёдике, Н. А. Тютюнов; амбулатория — 1902, арх. А. П. Вакарин), сейчас — Детская городская клиническая больница Святого Владимира
- № 1/3, к. 17 — Церковь Троицы Живоначальной при детской городской клинической больнице Святого Владимира
- № 2 — Здание 12-го Главного управления Министерства обороны России